# Breathtaker
Breathtaker (ingl. Colui che prende il respiro) è il primo singolo della band tedesca OOMPH!, estratto dal loro secondo album Sperm. La copertina, in bianco e nero, ritrae il "Breathtaker".

## Tracce
1. Breathtaker (Asthmatic Club Mix)
2. Breathtaker (Airplay Mix)
3. U Said (Primary Mix)
4. U Said (Alzheimer Mix)